# Шентожболт
Шентожболт (словен. Šentožbolt) — поселення в общині Луковиця, Осреднєсловенський регіон, Словенія. 
Висота над рівнем моря: 529,4 м.